# Bátka
Bátka – wieś (obec) na Słowacji położona w kraju bańskobystrzyckim, w powiecie Rymawska Sobota. Pierwsze wzmianki o miejscowości pochodzą z roku 1294. 
Według danych z dnia 31 grudnia 2012, wieś zamieszkiwały 942 osoby, w tym 466 kobiet i 476 mężczyzn.
W 2001 roku rozkład populacji względem narodowości i przynależności etnicznej wyglądał następująco:
- Słowacy – 18,61%
- Czesi – 0,65%
- Romowie – 5,66%
- Ukraińcy – 0,11%
- Węgrzy – 72,25%

Ze względu na wyznawaną religię struktura mieszkańców kształtowała się w 2001 roku następująco:
- Katolicy rzymscy – 31,99%
- Grekokatolicy – 0,54%
- Ewangelicy – 2,94%
- Prawosławni – 0,11%
- Ateiści – 6,09%
- Nie podano – 11,53%